# تبركن (كيسكان)
تبركن (بالفارسية: تبرکن) هي قرية تقع في إيران في Kiskan Rural District.